# Ptilinopus tannensis
Ptilinopus tannensis е вид птица от семейство Гълъбови (Columbidae).

## Разпространение
Видът е разпространен във Вануату.